# Lincolnovo divadlo (Mount Vernon)

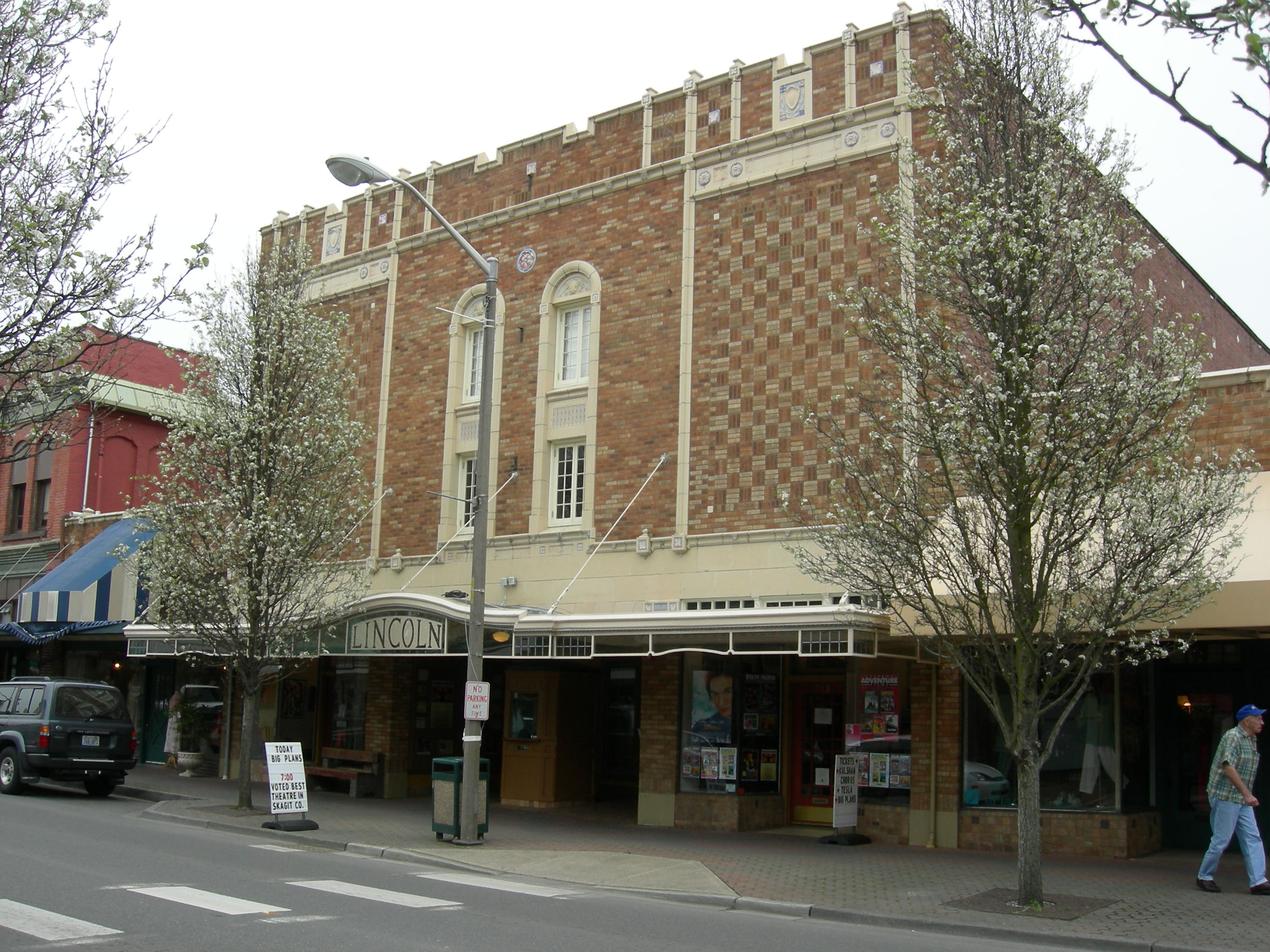
Budova divadla.

Lincolnovo divadlo je multifunkční divadlo v Mount Vernonu, v americkém státě Washington. Původně bylo postaveno roku 1926 jako vaudeville a divadlo němých filmů, nyní vysílá několik filmů týdně a pořádá také koncerty a další akce. Divadlo obsahuje jedny z posledních varhan svého typu od společnosti Wurlitzer, které se stále nachází na svém původním místě.

## Dobrovolnická práce
Díky charakteru divadla téměř každý, kdo s jeho chodem pomáhá, je dobrovolníkem, což pomáhá udržet výdaje co nejníže. Mezi dobrovolnické pozice patří prodej lístků, distribuce letáků a uklízení. Dobrovolníci pak za pomoc často dostávají volné vstupenky na placené události v divadle.

## Divadelní varhany
Varhany v divadle jsou druhu D Special, což znamená, že napravo od hlavní konzole mají piano a nalevo marimbu. Ve své době byla cena koupě a instalace varhan 22,5 tisíce dolarů.
Díky umístění varhan se o ně stará a hraje na ně pouze pár dobrovolníků. Některé koncerty se konají speciálně pro varhany, častěji ale jeden z dobrovolníků hraje na ně třicet minut před začátkem filmu. V těchto případech jeden z dobrovolníků v hale umístí na pokladnu ceduli, kdo za varhanami sedí.